# Astra 23,5°O

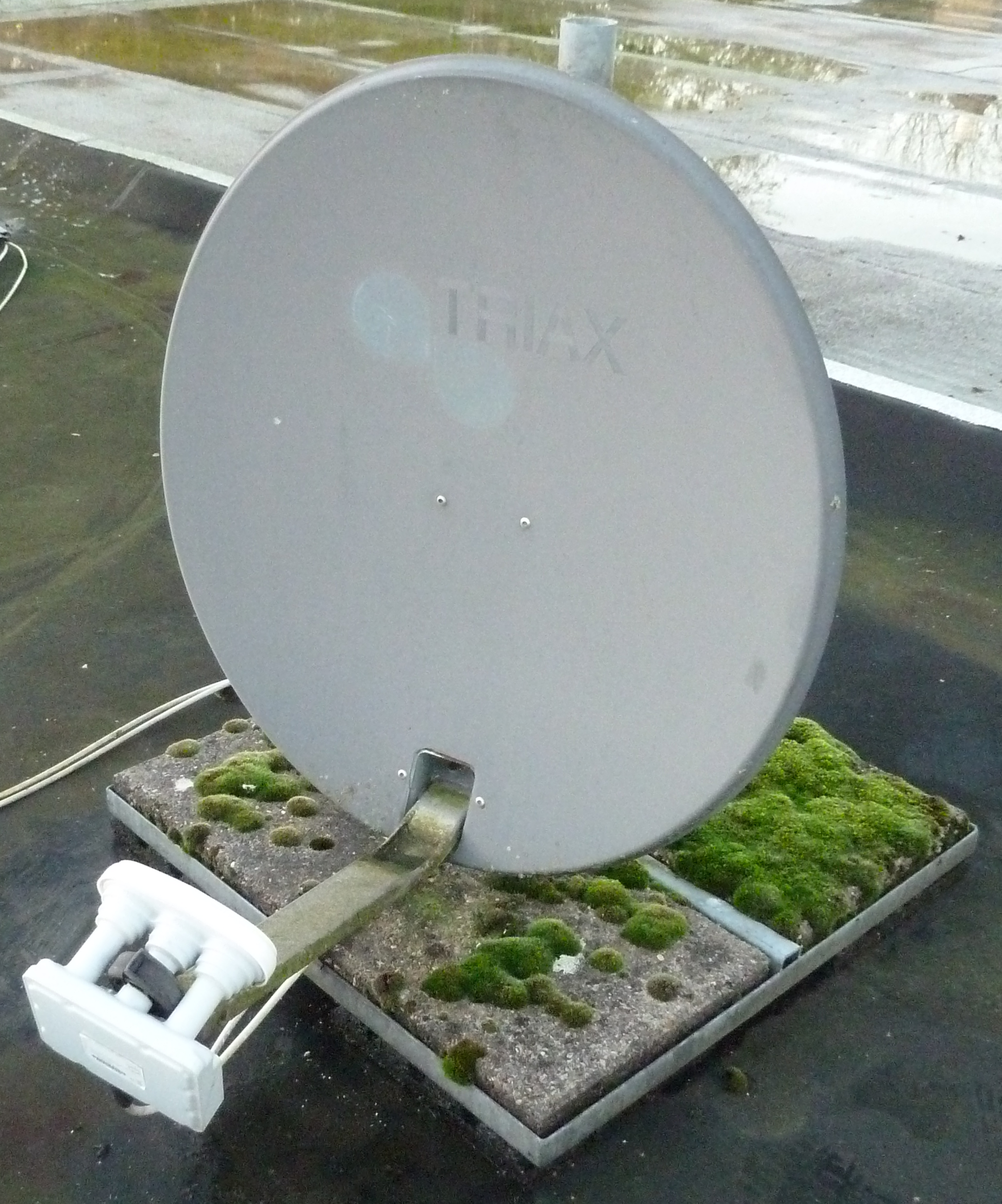
Schotelantenne met monoblock voor ontvangst van Astra 19,2°O, Astra 23,5°O en Astra 28,2°O.

Astra 23,5°O (of Astra 3) is de satellietpositie 23,5 graden oosterlengte op de geostationaire baan rond de Aarde. Vanaf deze positie zenden een of meer omroepsatellieten van de onderneming SES S.A. radio- en televisieprogramma's uit naar Europa.
De satellietpositie is voor Nederland en België vooral van belang, omdat deze positie door Canal Digitaal en TV Vlaanderen wordt gebruikt om radio- en televisieprogramma's door te geven aan hun abonnees. Deze programma's zijn voor het overgrote deel versleuteld om te voorkomen dat niet-abonnees de programma's kunnen volgen.
Op de satellietpositie zijn weinig programma's vrij (free-to-air) te ontvangen.
Omdat de satellietpositie 23,5°O dicht grenst aan de populaire satellietposities Astra 19,2°O met veel vrij te ontvangen Duitse programma's en Astra 28,2°O met veel vrij te ontvangen Britse programma's, kan ontvangst van deze drie satellietposities eenvoudig worden gecombineerd, bijvoorbeeld via een monoblock.

## Geschiedenis
De satellietpositie 23,5° oosterlengte is in 1989 in gebruik genomen door de Duitse omroepsatelliet DFS-Kopernikus (Deutscher Fernmeldesatellit Kopernikus) en wordt sinds 2002 door SES Astra gebruikt.